# Cryphia pallidior
Cryphia pallidior là một loài bướm đêm trong họ Noctuidae.